# 38 Pułk Piechoty (Imperium Rosyjskie)
38 Tobolski pułk piechoty (ros. 38-й пехотный Тобольский полк) – oddział piechoty okresu Imperium Rosyjskiego.

## Charakterystyka
Sformowany 6 grudnia 1703 za panowania cara Piotra I Wielkiego. Nosił nazwę Tobolski pp (1811–1857).
Pułk wziął udział w działaniach zbrojnych epoki napoleońskiej, a także w działaniach zbrojnych okresu I wojny światowej. 

 W przededniu I wojny światowej pułk etatowo posiadał cztery bataliony po cztery kompanie oraz kompanię tyłową. Kompania piechoty czasu wojny liczyła około 240 żołnierzy i 4–5 oficerów. Na szczeblu pułku występował także pododdział karabinów maszynowych (8 km), łączności (w tym 14 konnych gońców i 21 telefonistów) i zwiadowczy (64 zwiadowców, w tym 4 kolarzy). W sumie pułk liczył około 4000 żołnierzy.

W  lipcu 1914, na bazie zalążków wydzielonych z pułku, w ramach 2 fali mobilizacyjnej, sformowany został rezerwowy 242 pułk piechoty.

38 pułk piechoty rozformowany został w 1918.

## Podporządkowanie
Lipiec 1914:
- 5 Korpus Armijny – Woroneż[8]
  - 10 Dywizja Piechoty – Niżny Nowogród
    - 1 Brygada Piechoty – Niżny Nowogród
      - 38 Tobolski pułk piechoty – Niżny Nowogród[9]